# Franck Etoundi
Pour les articles homonymes, voir Etoundi.
Franck Etoundi, né le 30 août 1990 à Douala, est un footballeur international camerounais.

## Biographie

### Carrière
Après avoir commencé le football au Cameroun, Franck Etoundi rejoint l'Europe en s'engageant en faveur de Neuchâtel Xamax.
Il se signale pour la première fois sous les couleurs du FC Zurich en inscrivant un doublé lors du Derby opposant son club au Grasshopper de Zurich lors de la saison 2014-2015.
Lors de l'été 2015 il s'apprête à rejoindre le Sporting Club de Bastia pour un contrat de deux ans mais le club de Corse n’a finalement pas trouvé d’accord financier avec ses agents.
Il retourne donc en Suisse dans son club de Zurich en évitant de médiatiser l'affaire afin de ne pas griller sa carrière professionnelle.
Le 31 janvier, dernier jour du mercato, Franck Etoundi, libre de tout contrat, s'engage au FC Sochaux-Montbéliard jusqu'à la fin de saison.

### Vie personnelle
Franck Etoundi est le frère cadet du footballeur Stéphane Mbia Etoundi.

### Équipe nationale
En août 2014, il est convoqué par Volker Finke en sélection mais ne dispute pas de match.
Etoundi honore sa première sélection avec les Lions Indomptables le 19 novembre 2014 lors du déplacement à Abidjan, face à la Côte d'Ivoire (0-0), dernier match de la poule D pour les éliminatoires de la CAN 2015. Dans ce même match, son frère le capitaine Stéphane Mbia reçoit un carton rouge. Le Cameroun est qualifié et termine invaincu.

## Palmarès
FC Saint-Gall
- Champion de Suisse de D2 en 2012

FC Zurich
- Vainqueur de la Coupe de Suisse en 2014